# Chuanr

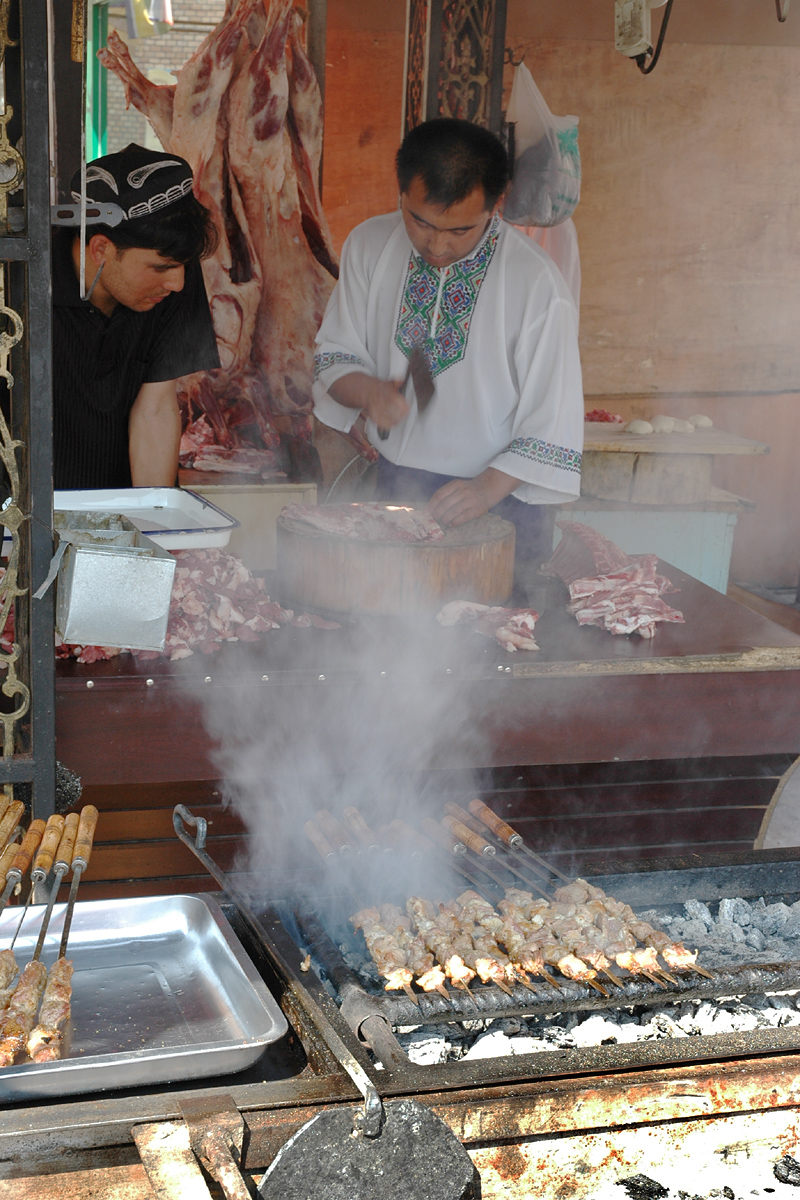
Vendedor de chuanr en Xinjiang.

El chuanr, llamado a veces chuan (en chino, 串儿; pinyin, chuànr) y simplemente kebab (كاۋاپ kawap) en uigur consiste en trocitos de carne asada en pincho. Procede de la provincia china de Xinjiang, y en los últimos años se ha extendido al resto del país, especialmente a Pekín y Tianjin, donde es una comida callejera popular. Es una receta de la gastronomía islámica china de la etnia uigur y otros musulmanes chinos.  
La carne ya pinchada se asa sobre carbón o, a veces, en un fuego eléctrico. A veces también se preparar friéndolo en sartén (variante popular en Pekín). Puede clasificarse como un tipo de kebab, elaborado tradicionalmente con cordero (yáng ròu chuàn, 羊肉串), lo que sigue siendo lo más común, si bien actualmente pueden encontrarse variantes hechas con pollo, cerdo, ternera y varios tipos de marisco. También puede encontrarse, especialmente en zonas turísticas, hecho con varios tipos de insectos y gusanos, pájaros y otros animales exóticos. En general, el chuanr puede condimentarse al gusto, pero generalmente se espolvorea o unta con semilla de comino (孜然, zīràn), escamas de pimiento seco, sal y sésamo o aceite de sésamo. Otra variante popular es el chuanr de mantou o panecillo al vapor, que suele untarse con pasta de judía dulce (甜豆酱, que no debe confundirse con la pasta de judía dulce o anko) y cuyo sabor contrasta con el a menudo picante chuanr de carne.
En Tianjin el chuanr se sirve a menudo con pequeños panes redondos (馅饼, xiàn bǐng), asados también con las mismas especias. Xiàn bǐng significa técnicamente ‘pan relleno’, ya que tras cocinar la carne y el pan éste se abre y se mete la primera dentro, comiéndose juntos.